# Gyula Andrássy
Gyula Andrássy de Csíkszentkirály et Krasznahorka (Oláhpatak, Reino da Hungria, 8 de março de 1823 — Volosko, Litoral austríaco, 18 de fevereiro de 1890) foi um estadista húngaro que serviu como primeiro-ministro da Hungria (1867-1871) e posteriormente como ministro das Relações Exteriores da Áustria-Hungria (1871-1879). Andrássy era um conservador; sua política externa visava expandir o Império no sudeste da Europa, de preferência com o apoio britânico e alemão, e sem alienar a Turquia. Ele via a Rússia como o principal adversário, por causa de suas próprias políticas expansionistas em relação às áreas eslavas e ortodoxas. Ele desconfiava dos movimentos nacionalistas eslavos como uma ameaça ao seu império multiétnico.

## Biografia
Filho do conde Károly Andrássy e Etelka Szapáry, Gyula nasceu em Oláhpatak (atualmente no distrito de Rožňava, Eslováquia), Reino da Hungria. Filho de um pai liberal, que pertencia à oposição política, numa época em que fazer oposição ao governo era muito perigoso, Andrássy já desde muito jovem se dedicou às lutas políticas da época, adotando desde o início o lado patriótico.

### Carreira

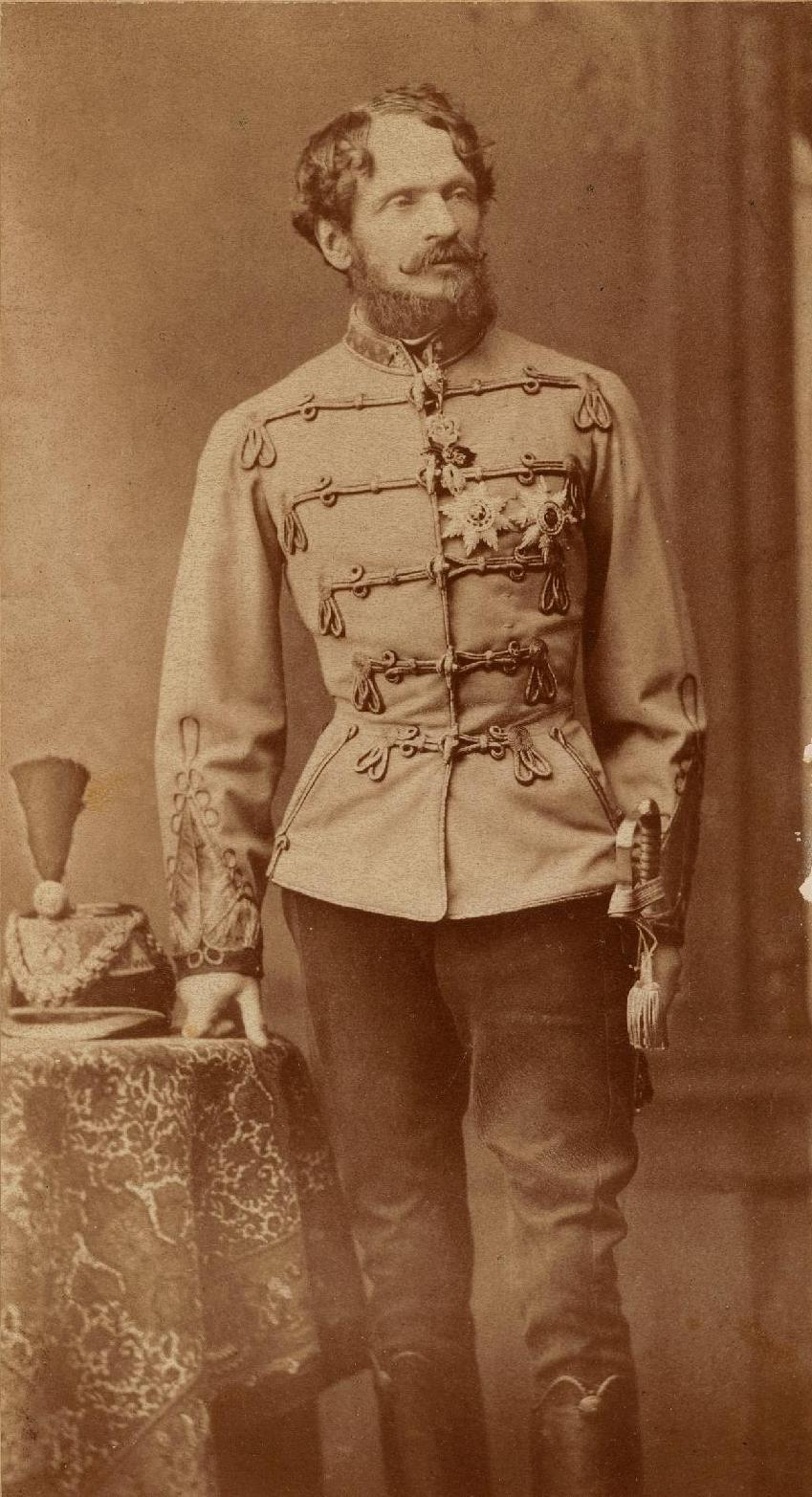
Gyula Andrássy (1885)

O conde István Széchenyi foi o primeiro a avaliar adequadamente sua capacidade. Em 1845, Andrássy foi nomeado presidente da sociedade para a regulação das águas do trecho superior do rio Tisza.
Em 1846, chamou a atenção ao publicar artigos altamente críticos do governo no jornal de Lajos Kossuth, o Pesti Hírlap. Foi eleito um dos candidatos radicais à Dieta de 1848.
Quando os croatas sob o comando de Josip Jelačić tentaram fazer com que Međimurje, que na época fazia parte da Hungria, voltasse ao controle da Croácia, Andrássy entrou no serviço militar. Foi comandante da nobreza rural de seu condado, e serviu com distinção nas batalhas de Pákozd e Schwechat, como ajudante de Artúr Görgey (1848).
Perto do fim da guerra, Andrássy foi enviado a Constantinopla pelo governo revolucionário. Ele estava tentando obter a neutralidade do Império Otomano, ou seu apoio, durante a luta contra a Croácia.
Após a catástrofe de Világos, onde os húngaros foram derrotados, Andrássy emigrou primeiro para Londres e depois para Paris. Em 21 de setembro de 1851, foi condenado à revelia à morte e foi enforcado simbolicamente pelo governo austríaco por sua participação na revolta húngara.
Exilado por dez anos, estudou Política, que era então o centro da diplomacia europeia. Percebeu a fraqueza inerente do segundo império francês sob seu exterior imponente.
Andrássy voltou para a Hungria em 1858, mas sua posição ainda era difícil. Ele nunca havia pedido anistia e rejeitou firmemente todas as aberturas tanto do governo austríaco quanto dos conservadores magiares (que teriam aceitado algo que não fosse autonomia total para o reino). Ele apoiava entusiasticamente o partido de Ferenc Deák.
Em 21 de dezembro de 1865, foi eleito vice-presidente da Dieta. Em março de 1866, ele foi eleito presidente do subcomitê nomeado pela comissão parlamentar para redigir o Compromisso austro-húngaro de 1867) entre a Áustria e a Hungria. Ele originou a ideia das “Delegações” de poderes. Foi dito naquela época que ele era o único membro da comissão que poderia persuadir a corte de justiça das reivindicações nacionais.
Após a Batalha de Königgrätz Andrássy foi formalmente consultado pelo imperador Francisco José pela primeira vez. Ele recomendou o restabelecimento da constituição e a nomeação de um ministério de relações exteriores e defesa responsável.

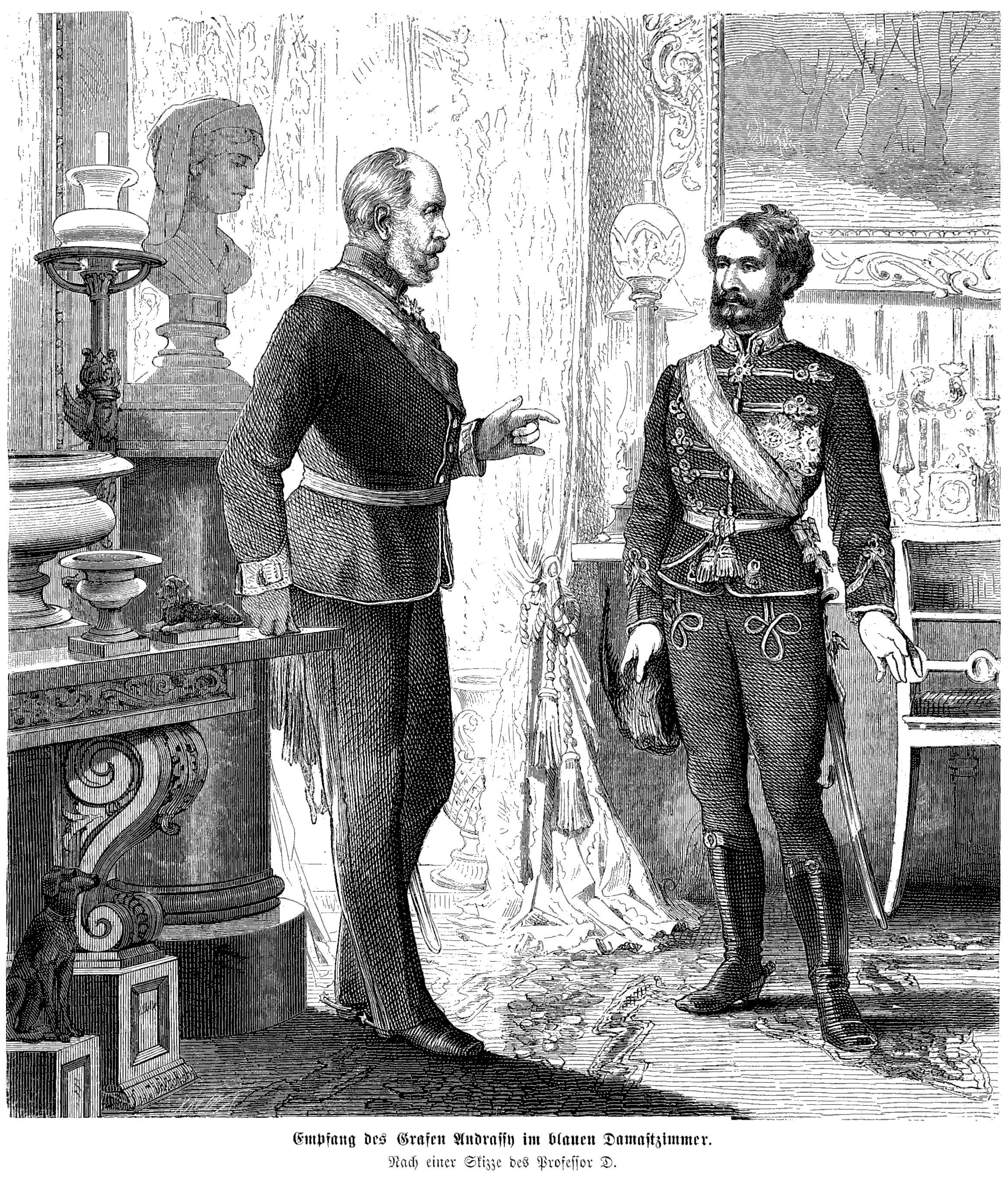
Andrássy em conversa com o imperador alemão Guilherme I, 1872

Em 17 de fevereiro de 1867, o rei o nomeou primeiro-ministro da metade húngara da recém-formada Monarquia Dual da Áustria-Hungria. A primeira escolha óbvia foi Ferenc Deák, um dos arquitetos do Compromisso, mas ele renunciou em favor de Andrássy. Deák o descreveu como "o estadista providencial dado à Hungria pela graça de Deus".
Como primeiro-ministro, Andrássy por sua firmeza, amabilidade e destreza como debatedor, logo conquistou para si uma posição de comando. No entanto, sua posição continuava a ser difícil, na medida em que a autoridade de Deák superava a de todos os líderes do partido, por mais eminentes que fossem.
Andrássy escolheu para si os departamentos de guerra e relações exteriores. Foi ele quem reorganizou o sistema Honvéd (exército estatal), e costumava dizer que a regularização dos distritos militares fronteiriços era a tarefa mais difícil de sua vida.
Com a eclosão da Guerra franco-prussiana de 1870, Andrássy defendeu resolutamente a neutralidade da monarquia austríaca e, em seu discurso de 28 de julho de 1870, protestou calorosamente contra a suposição de que era do interesse da Áustria tentar recuperar a posição que ela havia se mantido na Alemanha antes de 1863. Com a queda de Beust (6 de novembro de 1871), Andrássy assumiu seu lugar. Seu mandato na chancelaria marcou época.
Até então o império dos Habsburgos nunca tinha sido capaz de dissociar-se das suas tradições sacro-romanas. Mas sua perda de influência na Itália e na Alemanha, e a consequente formação do Estado Dual, haviam finalmente indicado o campo adequado e, de fato, o único para sua diplomacia no futuro - o Oriente Próximo, onde o processo de cristalização dos povos do Bálcãs em nacionalidades ainda estava incompleto. A questão era saber se essas nacionalidades deveriam ter permissão para se tornarem independentes ou se apenas trocariam a tirania do sultão pela tirania do czar ou do imperador dos Habsburgos.
Até então, a Áustria se contentara em manter os russos fora ou em dividir o espólio com eles. Ela estava agora, além disso, em consequência de seus infortúnios, privada da maior parte de sua influência nos conselhos da Europa.
Foi Andrássy que recuperou para a Áustria o seu devido lugar nos concelhos europeus. Primeiro, ele aproximou-se do imperador alemão; em seguida, as relações mais amigáveis foram estabelecidas com as cortes da Itália e da Rússia por meio de conferências em Berlim, Viena, São Petersburgo e Veneza.

### A "Nota de Andrássy"
A influência recuperada da Áustria ficou evidente nas negociações que se seguiram à eclosão de graves distúrbios na Bósnia em 1875.
Os três tribunais de Viena, Berlim e São Petersburgo chegaram a um entendimento quanto à sua atitude na questão do Oriente, e seus pontos de vista foram incorporadas no despacho, conhecido como a "Nota de Andrássy", enviado em 30 de dezembro de 1875 por Andrássy ao conde Beust, o embaixador austríaco para o Tribunal de St James.

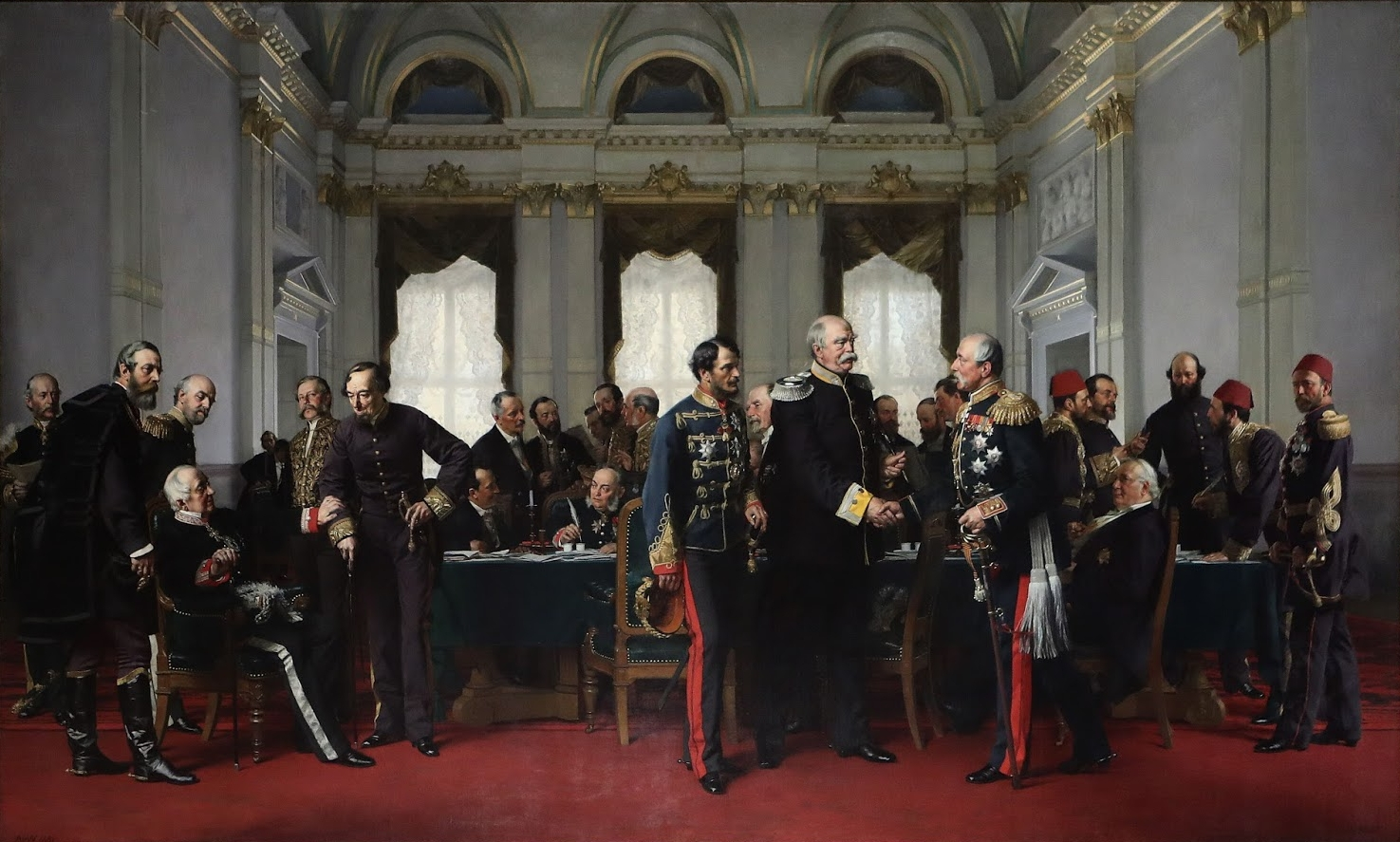
Andrássy (no centro de uniforme azul) no Congresso de Berlim de 1878

Nele, ele destacou que os esforços das potências em localizar a revolta pareciam estar em perigo de fracassar, que os rebeldes ainda estavam resistindo, e que as promessas otomanas de reforma, contidas em vários firmans, não eram mais do que declarações vagas de princípios que nunca tinham tido, e provavelmente não estavam destinadas a ter, qualquer aplicação local. A fim de evitar o risco de uma conflagração geral, portanto, ele pediu que havia chegado o momento de uma ação conjunta das potências com o propósito de pressionar a Sublime Porta a cumprir suas promessas.
Seguiu-se um esboço das reformas mais essenciais: o reconhecimento, ao invés da tolerância da religião cristã; a abolição do sistema de cultivo dos impostos; e, na Bósnia e Herzegovina, onde as questões religiosas eram agravadas por uma questão agrária, a conversão dos camponeses cristãos em proprietários livres, para resgatá-los da sua dupla sujeição aos proprietários de terras otomanos muçulmanos.
Na Bósnia e Herzegovina, deveriam ser criados conselhos provinciais eleitos, nomeados juízes vitalícios e garantidas as liberdades individuais.
Finalmente, uma comissão mista de muçulmanos e cristãos seria formada com poderes para supervisionar a execução dessas reformas.
O fato de o sultão ser responsável perante a Europa pelo comprimento de suas promessas serviria para dissipar as suspeitas naturais dos insurgentes. A este plano, a Grã-Bretanha e a França deram um parecer favorável geral, e a "Nota de Andrássy" foi adotada como base das negociações.
Quando a guerra se tornou inevitável entre a Rússia e a Sublime Porta, Andrássy acertou com a corte russa que, caso a Rússia sair vencedora do conflito, o status quo não deveria ser alterado em detrimento da monarquia austríaca. Quando, no entanto, o Tratado de Santo Estêvão ameaçou a hegemonia russa no Oriente Próximo, Andrássy concordou com os tribunais alemães e britânicos, que o ajuste final das questões deveria ser submetidos a um congresso europeu.

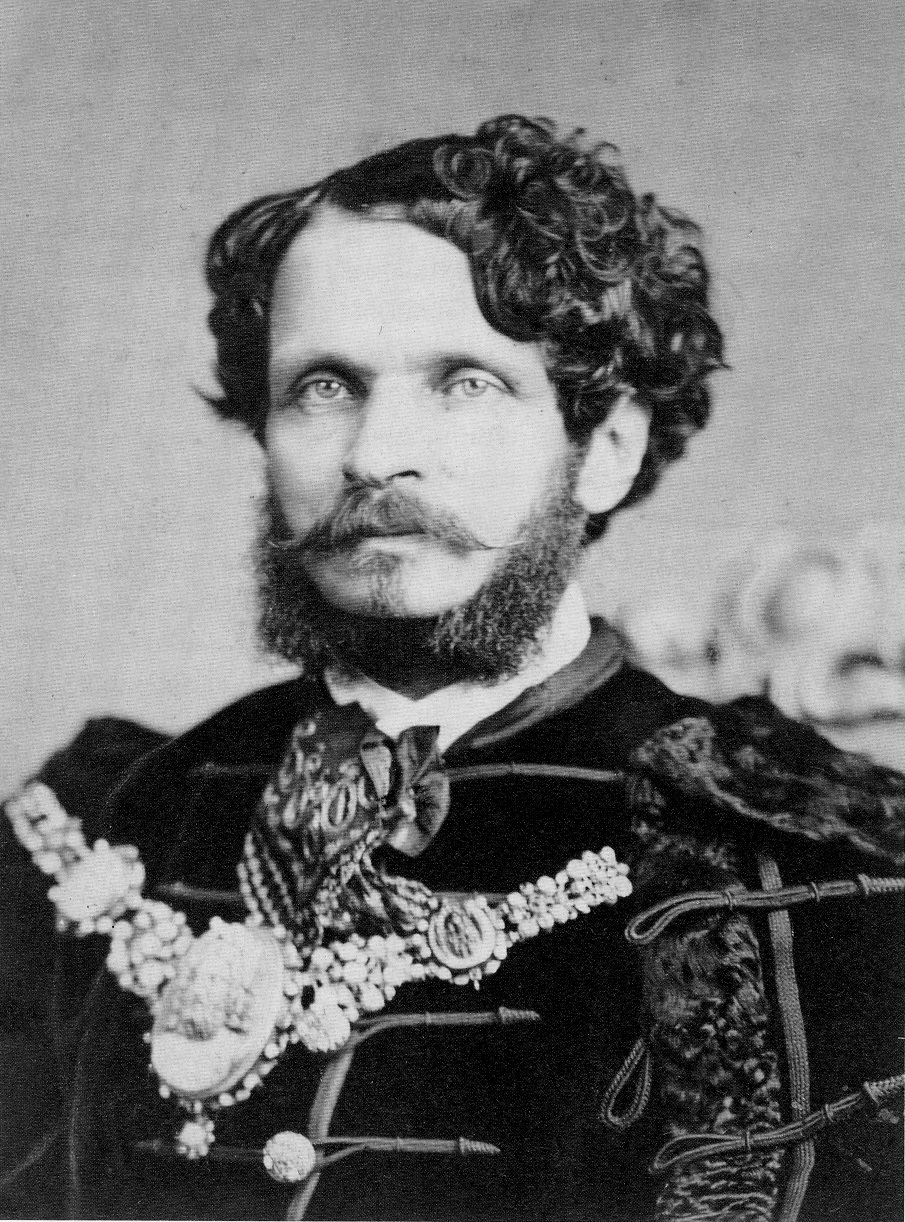
Gyula Andrássy, Conde de Csíkszentkirály e Krasznahorka, 1855

No Congresso de Berlim em 1878, Andrássy foi o principal plenipotenciário austríaco, e direcionou seus esforços para diminuir as conquistas da Rússia e engrandecer a Monarquia Dual. Antes da abertura do Congresso em 13 de junho, as negociações entre Andrássy e o Secretário de Relações Exteriores britânico Marquês de Salisbury já haviam se "encerrado em 6 de junho com a concordância da Grã-Bretanha com todas as propostas austríacas relativas à Bósnia e Herzegovina prestes a serem apresentadas ao congresso enquanto a Áustria apoiaria as demandas britânicas."
Além da ocupação e administração da Bósnia e Herzegovina, Andrássy também obteve o direito de estacionar guarnições no Sanjaco de Novi Pazar, que permaneceu sob a administração otomana. O sanjaco preservou a separação da Sérvia e Montenegro, e as guarnições austro-húngaras abriram caminho para uma corrida a Salônica que "deixaria a metade ocidental dos Bálcãs sob a permanente influência austríaca". "As altas autoridades militares [austro-húngaras] desejavam [uma ...] imediata expedição tendo por objetivo a Salônica."
Essa ocupação foi mais impopular na Hungria, tanto por razões financeiras quanto por causa da forte ligação sentimental dos magiares com os turcos.
Em 28 de setembro de 1878, o Ministro das Finanças, Koloman von Zell, ameaçou renunciar se o exército, por trás do qual estava o arquiduque Alberto, fosse autorizado a avançar para Salônica. Na sessão do Parlamento húngaro de 5 de novembro de 1878, a oposição propôs que o ministro das Relações Exteriores fosse acusado de violação da Constituição por sua política durante a crise do Oriente Próximo e pela ocupação da Bósnia e Herzegovina. A moção perdeu por 179 a 95. A oposição apresentou as mais graves acusações contra Andrássy.

Em 10 de outubro de 1878, o diplomata francês Melchior de Vogüé descreveu a situação da seguinte forma:

Particularmente na Hungria, a insatisfação causada por esta "aventura" atingiu as proporções mais graves, impulsionada por aquele forte instinto conservador que anima a raça magiar e é o segredo de seus destinos. Este vigoroso e exclusivo instinto explica o fenômeno histórico de um grupo isolado, pequeno em número, mas dominando um país habitado por uma maioria de povos de diferentes raças e aspirações conflitantes, e desempenhando um papel nos assuntos europeus em todas as proporções de sua importância numérica ou cultura intelectual. Este instinto é hoje despertado e avisa que sente que a ocupação da Bósnia e Herzegovina é uma ameaça que, ao introduzir novos elementos eslavos no organismo político húngaro e proporcionar um campo mais amplo e mais recrutamento da oposição croata, iria perturbar o equilíbrio instável no qual a dominação magiar está posta.

Andrássy se sentiu obrigado a se curvar diante da tempestade, e colocou sua renúncia nas mãos do imperador (8 de outubro de 1879). Um dia antes de deixar o cargo, ele assinou a aliança ofensivo-defensiva com a Alemanha, que colocou as relações exteriores da Áustria-Hungria, mais uma vez sobre uma base estável.

## Últimos anos
Após deixar o cargo, Andrássy continuou a participar ativamente dos assuntos públicos tanto nas delegações quanto na Câmara Alta. Em 1885 apoiou calorosamente o projeto de reforma da Câmara dos Magnatas, mas por outro lado defendeu zelosamente a inviolabilidade da Composição de 1867, e em 5 de março de 1889 em seu lugar na Câmara Alta discursou contra qualquer interferência específica no exército comum. Nos últimos anos de sua vida, recuperou sua popularidade, e sua morte em 18 de fevereiro de 1890, aos 66 anos de idade, foi considerada uma calamidade nacional. Há uma placa dedicada a ele na cidade de Volosko, onde morreu (entre Rijeka e Opatija, na atual Croácia). Está localizada logo acima do restaurante Amfora.
Andrássy foi o primeiro estadista magiar que, durante séculos, ocupou uma posição europeia. Foi dito que reuniu em si o magnata magiar e o cavalheiro moderno. Seu lema era: "É difícil prometer, mas é fácil executar." Se Deák foi o arquiteto, Andrássy certamente foi o principal construtor do moderno Estado húngaro.

## Família
Com sua esposa, a condessa Katinka Kendeffy, com quem se casou em Paris em 1856, o Conde Andrássy teve dois filhos e uma filha, Ilona (nascida em 1858). Os dois filhos ganharam distinção na política húngara.
O mais velho, Tivadar Andrássy (Teodoro André) (nascido em 10 de julho de 1857), foi eleito vice-presidente da Câmara Baixa do parlamento húngaro, em 1890.
Gyula (nascido em 30 de junho de 1860), também teve uma carreira de sucesso político.